# Jakub Moder
Jakub Piotr Moder (ur. 7 kwietnia 1999 w Szczecinku) – polski piłkarz, występujący na pozycji pomocnika w holenderskim klubie Feyenoord Rotterdam oraz w reprezentacji Polski. Uczestnik Mistrzostw Europy 2020 i Mistrzostw Europy 2024.

## Kariera klubowa

### Początki, Warta Poznań, Lech Poznań
W latach 2011–2014 był zawodnikiem juniorskich zespołów Warty Poznań, po 3 latach w zespole „Zielonych” przeszedł do zespołu Lecha Poznań. 2 kwietnia 2018 roku zadebiutował w zespole Kolejorza w spotkaniu z Wisłą Kraków. Sezon 2018/2019 spędził na wypożyczeniu w I-ligowej Odrze Opole, po powrocie do Lecha na stałe włączony został do pierwszego zespołu. 8 lutego 2020 roku Jakub Moder zdobył swoją pierwszą bramkę dla Lecha Poznań, stało się to w wygranym spotkaniu Ekstraklasy z Rakowem Częstochowa. W sezonie 2019/2020 zdobył z „Kolejorzem” srebrny medal mistrzostw Polski. Ostatni mecz w barwach Lecha Poznań rozegrał 19 grudnia 2020 roku w przegranym 0:1 meczu z Wisłą Kraków.

### Brighton & Hove Albion FC

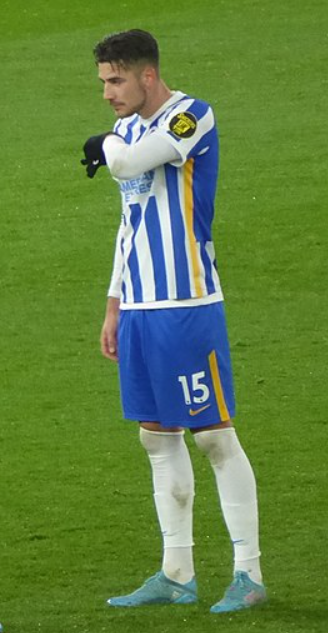
Moder podczas meczu w 2022

W październiku 2020 podpisał pięcioletni kontrakt z Brighton & Hove Albion, bijąc rekord transferowy Ekstraklasy i od razu został wypożyczony z powrotem do Lecha. 18 grudnia 2020 Brighton & Hove Albion FC zdecydowało się skrócić wypożyczenie Jakuba Modera do Lecha Poznań. 10 lutego 2021 zadebiutował w zespole Brighton & Hove Albion w przegranym 0:1 spotkaniu Pucharu Anglii z drużyną Leicester City. Pierwszy mecz w Premier League rozegrał 27 lutego 2021 w przegranym 0:1 meczu 26. kolejki z West Brom, wchodząc na boisko w 84. minucie. 20 marca 2021 po raz pierwszy wyszedł w pierwszej jedenastce w rozgrywkach Premier League w wygranym 3:0 meczu z Newcastle United. Debiutanckie trafienie w barwach „Mew” zdobył w meczu Pucharu Ligi Angielskiej z zespołem Cardiff City.

### Feyenoord Rotterdam
20 stycznia 2025 podpisał trzyipółletni kontrakt z Feyneoordem, kwota odstępnego wyniosła 1,5 miliona euro.

## Kariera reprezentacyjna
Karierę reprezentacyjną rozpoczął w zespole do lat 17, zadebiutował w nim 4 sierpnia 2015 roku w spotkaniu z Finlandią u-17. W sumie w młodzieżowych zespołach reprezentacji Polski (U17-U21) rozegrał 38 spotkań, strzelając w nich 3 bramki.
24 sierpnia 2020 po raz pierwszy został powołany na zgrupowanie seniorskiej reprezentacji Polski, na mecze w Lidze Narodów z Holandią oraz Bośnia i Hercegowiną. 4 września 2020 zadebiutował w seniorskiej reprezentacji Polski, zmieniając w 77. minucie meczu z Holandią, Piotra Zielińskiego. Debiutanckiego gola strzelił 11 listopada 2020 w towarzyskim meczu z Ukrainą. 31 marca 2021 zdobył bramkę dla Polski w meczu z Anglią na Wembley, rozegranym przy pustych trybunach.

## Statystyki kariery

### Klubowe
(Aktualne na 20 stycznia 2025)
| Klub                   | Sezon              | Liga               | Liga  | Liga   | Puchar kraju | Puchar kraju | Europa | Europa | Inne  | Inne   | Suma  | Suma   |
| Klub                   | Sezon              | Liga               | Mecze | Bramki | Mecze        | Bramki       | Mecze  | Bramki | Mecze | Bramki | Mecze | Bramki |
| ---------------------- | ------------------ | ------------------ | ----- | ------ | ------------ | ------------ | ------ | ------ | ----- | ------ | ----- | ------ |
| Lech II Poznań         | 2016/2017          | III liga           | 28    | 5      | –            | –            | –      | –      | –     | –      | 28    | 5      |
| Lech II Poznań         | 2017/2018          | III liga           | 25    | 2      | –            | –            | –      | –      | –     | –      | 25    | 2      |
| Lech II Poznań         | 2019/2020          | II liga            | 8     | 0      | –            | –            | –      | –      | –     | –      | 8     | 0      |
| Lech II Poznań         | Ogólnie            | Ogólnie            | 61    | 7      | –            | –            | –      | –      | –     | –      | 61    | 7      |
| Lech Poznań            | 2017/2018          | Ekstraklasa        | 1     | 0      | –            | –            | –      | –      | –     | –      | 1     | 0      |
| Lech Poznań            | 2019/2020          | Ekstraklasa        | 26    | 5      | 4            | 0            | –      | –      | –     | –      | 30    | 5      |
| Lech Poznań            | 2020/2021          | Ekstraklasa        | 14    | 4      | 1            | 0            | 10     | 0      | –     | –      | 25    | 4      |
| Lech Poznań            | Ogólnie            | Ogólnie            | 41    | 9      | 5            | 0            | 10     | 0      | –     | –      | 56    | 9      |
| Odra Opole (wyp.)      | 2018/2019          | I liga             | 31    | 4      | 4            | 0            | –      | –      | –     | –      | 35    | 4      |
| Brighton & Hove Albion | 2020/2021          | Premier League     | 12    | 0      | 1            | 0            | –      | –      | –     | –      | 13    | 0      |
| Brighton & Hove Albion | 2021/2022          | Premier League     | 28    | 0      | 4            | 2            | –      | –      | –     | –      | 32    | 2      |
| Brighton & Hove Albion | 2022/2023          | Premier League     | 0     | 0      | 0            | 0            | –      | –      | –     | –      | 0     | 0      |
| Brighton & Hove Albion | 2023/2024          | Premier League     | 17    | 0      | 2            | 0            | 0      | 0      | 2     | 0      | 21    | 0      |
| Brighton & Hove Albion | 2024/2025          | Premier League     | 4     | 0      | 1            | 0            | –      | –      | 1     | 0      | 6     | 0      |
| Brighton & Hove Albion | Ogólnie            | Ogólnie            | 61    | 0      | 8            | 2            | 0      | 0      | 3     | 0      | 72    | 2      |
| Ogólnie w karierze     | Ogólnie w karierze | Ogólnie w karierze | 194   | 20     | 17           | 2            | 10     | 0      | 3     | 0      | 224   | 22     |

### Reprezentacyjne
(Aktualne na 10 czerwca 2025)
| Reprezentacja | Rok     | Mecze | Bramki |
| ------------- | ------- | ----- | ------ |
| Polska        | 2020    | 6     | 1      |
| Polska        | 2021    | 12    | 1      |
| Polska        | 2022    | 2     | 0      |
| Polska        | 2024    | 11    | 0      |
| Polska        | 2025    | 4     | 0      |
| Polska        | Ogólnie | 35    | 2      |

| Mecze i gole w reprezentacji | Mecze i gole w reprezentacji | Mecze i gole w reprezentacji | Mecze i gole w reprezentacji | Mecze i gole w reprezentacji | Mecze i gole w reprezentacji | Mecze i gole w reprezentacji |
| Lp.                          | Data                         | Miasto                       | Przeciwnik                   | Gol                          | Wynik                        | Rozgrywki                    |
| ---------------------------- | ---------------------------- | ---------------------------- | ---------------------------- | ---------------------------- | ---------------------------- | ---------------------------- |
| 1.                           | 04.09.2020                   | Amsterdam, Holandia          | Holandia                     |                              | 0:1                          | LN 2020/2021                 |
| 2.                           | 07.10.2020                   | Gdańsk, Polska               | Finlandia                    |                              | 5:1                          | Towarzyski                   |
| 3.                           | 11.10.2020                   | Gdańsk, Polska               | Włochy                       |                              | 0:0                          | LN 2020/2021                 |
| 4.                           | 11.11.2020                   | Chorzów, Polska              | Ukraina                      | Gol                          | 2:0                          | Towarzyski                   |
| 5.                           | 15.11.2020                   | Reggio nell’Emilia, Włochy   | Włochy                       |                              | 0:2                          | LN 2020/2021                 |
| 6.                           | 18.11.2020                   | Chorzów, Polska              | Holandia                     |                              | 1:2                          | LN 2020/2021                 |
| 7.                           | 25.03.2021                   | Budapeszt, Węgry             | Węgry                        |                              | 3:3                          | el. MŚ 2022                  |
| 8.                           | 31.03.2021                   | Londyn, Wielka Brytania      | Anglia                       | Gol                          | 1:2                          | el. MŚ 2022                  |
| 9.                           | 01.06.2021                   | Wrocław, Polska              | Rosja                        |                              | 1:1                          | Towarzyski                   |
| 10.                          | 08.06.2021                   | Poznań, Polska               | Islandia                     |                              | 2:2                          | Towarzyski                   |
| 11.                          | 14.06.2021                   | Petersburg, Rosja            | Słowacja                     |                              | 1:2                          | ME 2020                      |
| 12.                          | 19.06.2021                   | Sewilla, Hiszpania           | Hiszpania                    |                              | 1:1                          | ME 2020                      |
| 13.                          | 02.09.2021                   | Warszawa, Polska             | Albania                      |                              | 4:1                          | el. MŚ 2022                  |
| 14.                          | 05.09.2021                   | Serravalle, San Marino       | San Marino                   |                              | 7:1                          | el. MŚ 2022                  |
| 15.                          | 08.09.2021                   | Warszawa, Polska             | Anglia                       |                              | 1:1                          | el. MŚ 2022                  |
| 16.                          | 09.10.2021                   | Warszawa, Polska             | San Marino                   |                              | 5:0                          | el. MŚ 2022                  |
| 17.                          | 12.10.2021                   | Tirana, Albania              | Albania                      |                              | 1:0                          | el. MŚ 2022                  |
| 18.                          | 15.11.2021                   | Warszawa, Polska             | Węgry                        |                              | 1:2                          | el. MŚ 2022                  |
| 19.                          | 24.03.2022                   | Glasgow, Szkocja             | Szkocja                      |                              | 1:1                          | towarzyski                   |
| 20.                          | 29.03.2022                   | Chorzów, Polska              | Szwecja                      |                              | 2:0                          | el. MŚ 2022 Baraże           |
| 21.                          | 21.03.2024                   | Warszawa, Polska             | Estonia                      |                              | 5:1                          | el. ME 2024 Baraże półfinał  |
| 22.                          | 07.06.2024                   | Warszawa, Polska             | Ukraina                      |                              | 3:1                          | towarzyski                   |
| 23                           | 10.06.2024                   | Warszawa, Polska             | Turcja                       |                              | 2:1                          | towarzyski                   |
| 24.                          | 16.06.2024                   | Hamburg, Niemcy              | Holandia                     |                              | 1:2                          | ME 2024                      |
| 25.                          | 21.06.2024                   | Berlin, Niemcy               | Austria                      |                              | 1:3                          | ME 2024                      |
| 26.                          | 25.06.2024                   | Dortmund, Niemcy             | Francja                      |                              | 1:1                          | ME 2024                      |
| 27.                          | 05.09.2024                   | Glasgow, Szkocja             | Szkocja                      |                              | 3:2                          | LN 2024/2025                 |
| 28.                          | 08.09.2024                   | Osijek, Chorwacja            | Chorwacja                    |                              | 0:1                          | LN 2024/2025                 |
| 29.                          | 12.10.2024                   | Warszawa, Polska             | Portugalia                   |                              | 1:3                          | LN 2024/2025                 |
| 30.                          | 15.10.2024                   | Warszawa, Polska             | Chorwacja                    |                              | 3:3                          | LN 2024/2025                 |
| 31.                          | 18.11.2024                   | Warszawa, Polska             | Szkocja                      |                              | 1:2                          | LN 2024/2025                 |
| 32.                          | 21.03.2025                   | Warszawa, Polska             | Litwa                        |                              | 1:0                          | el. MŚ 2026                  |
| 33.                          | 24.03.2025                   | Warszawa, Polska             | Malta                        |                              | 2:0                          | el. MŚ 2026                  |
| 34.                          | 06.06.2025                   | Chorzów, Polska              | Mołdawia                     |                              | 2:0                          | towarzyski                   |
| 35.                          | 10.06.2025                   | Helsinki, Polska             | Finlandia                    |                              | 1:2                          | el. MŚ 2026                  |

## Sukcesy

### Indywidualne
- Ligowiec Roku w Plebiscycie Piłki Nożnej: 2020
- Odkrycie Roku w Plebiscycie Piłki Nożnej: 2020